# Polydesmus planinensis
Polydesmus planinensis är en mångfotingart som beskrevs av Gulicka 1967. Polydesmus planinensis ingår i släktet Polydesmus och familjen plattdubbelfotingar. Inga underarter finns listade i Catalogue of Life.